# Rakar (ptič)
Rakar (znanstveno ime Acrocephalus arundinaceus) je  največja evropska trstnica, ki je razširjena tudi v Sloveniji.

## Opis
Rakar je kot drozg velika trstnica, ki je dolga med 16 in 20 cm, razpon peruti znaša med 25 in 30 cm, tehta pa med 22 in 38 g.. Njegovo petje je zelo globoko, glasno in daleč slišno. Njegov gnezditveni prostor so trstišča ob jezerih, ribnikih in rekah. Prezimuje v srednji in južni Afriki, v Sloveniji pa je lokalno pogosta poletna vrsta.
Hrani se z ličinkami žuželk, veščami, kačjimi pastirji, hrošči, pajki, manjšimi ribami in manjšimi žabami.